# Vîhiv, Korosten
Vîhiv (în ucraineană Вигів) este localitatea de reședință a comunei Vîhiv din raionul Korosten, regiunea Jîtomîr, Ucraina.

## Demografie
Componența lingvistică a localității Vîhiv
     Ucraineană (97,28%)
     Rusă (2,11%)
     Alte limbi (0,3%)
Conform recensământului din 2001, majoritatea populației localității Vîhiv era vorbitoare de ucraineană (97,28%), existând în minoritate și vorbitori de rusă (2,11%).